# 命令行界面

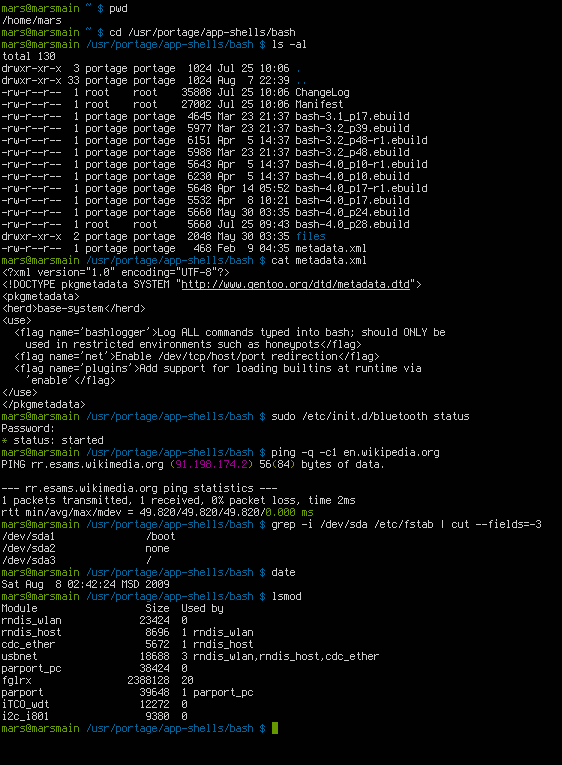
Gentoo Linux中的Bash命令行界面

命令行界面（英語：Command-line interface，缩写：CLI）是在图形用户界面得到普及之前使用最为广泛的用户界面，它通常不支持鼠标，用户通过键盘输入指令，计算机接收到指令后，予以执行。也有人称之为字符用户界面（character user interface, CUI）。

## 簡介
通常认为，命令行界面（CLI）没有图形用户界面（GUI）那么方便用户操作。因为，命令行界面的软件通常需要用户记忆操作的命令，但是，由于其本身的特点，命令行界面要较图形用户界面节约计算机系统的资源。在熟记命令的前提下，使用命令行界面往往要较使用图形用户界面的操作速度要快。所以，在现在的图形用户界面的操作系统中，通常都保留着可选的命令行界面。
雖然現在許多電腦系統都提供了圖形化的操作方式，但是卻都沒有因而停止提供文字模式的命令行操作方式，相反的，許多系統反而更加強這部份的功能，例如Windows就不只加強了操作命令的功能和數量，也一直在改善Shell Programming的方式。而之所以要加強、改善，自然是因為不夠好；作業系統的圖形化操作方式對單一用戶端電腦的操作，已經相當方便，但如果是一群用戶端電腦，或者是24小時運作的伺服器電腦及路由器、交換器等電信設備，圖形化操作方式有時會力有未逮，所以需要不斷增強命令行介面的腳本語言和巨集語言來提供豐富的控制與自動化的系統管理能力，例如Linux系統的Bash或是Windows系統的Windows PowerShell。

## 其他命令行接口
命令行提供了程序和用户之间的接口。从这个意义上说，命令行是对话框的替代方法。编辑器和数据库是一个命令行，替代命令处理器可以在其中工作。
有许多文本模式游戏，其中用户在屏幕底部输入命令。一个通过键入"找个戒指"或"查找"等命令来控制字符。该程序返回一个文本，描述角色如何看到它，或者他如何执行一个动作。
这些接口中最值得注意的是标准流接口，它允许您将一个命令的输出传输到另一个命令的输入。文本文件也可以用于任何目的。它为管道、过滤器和重定向提供接口。在Unix中，设备也是文件，因此用于stdin，stdout和stderr的对于外壳通常文件类型是tty设备文件。
另一个命令行界面允许外壳程序运行帮助程序来运行文档或运行程序。命令在外壳内部处理，然后传递给另一个程序以运行文档。
有JavaScript程序库允许您在浏览器中编写命令行应用程序作为单独的网上应用程序或作为更大应用程序的一部分。还有SSH 网上应用程序，允许您提供对服务器命令行界面的访问，以及允许您配置端口请求。
网上浏览器URL输入字段可以用作命令行。也可用于"启动"网上应用程序，访问浏览器配置以及执行搜索。被称为"互联网命令行"的谷歌在检测到已知格式的搜索参数时会搜索特定域。

## 常見的CLI程式
- bash / sh / ksh / csh / zsh / fish（Unix-like系統）
- COMMAND.COM（MS-DOS系統）
- DIGITAL命令语言（英语：DIGITAL Command Language）（VMS）
- cmd.exe / 命令提示字元（Windows NT和Windows CE系統）
- Windows PowerShell（支援.NET Framework技術的Windows NT系統）